# Jahn Teigen
Jahn Teigen (født 27. september 1949, død 24. februar 2020) var en norsk sanger og musiker.
Han var med i Eurovision Song Contest tre gange; i 1978, 1982 og 1983. Hans første bidrag, "Mil etter mil" fra 1978, opnåede ikke et eneste point, og sangen var den første "Nul Point'er" efter indførelsen af det nuværende pointsystem i 1975. Bedre gik det i 1982 og 1983, hvor "Adieu", en duet med hans daværende hustru Anita Skorgan, og "Do Re Mi" opnåede hhv. 40 og 53 points.
Jahn Teigen blev sidenhen et af Norges mest etablerede musiknavne, og han blev i 2010 slået til ridder af 1. klasse af Sankt Olavs Orden.